# Ai no Gakko Cuore Monogatari
Ai no Gakko Cuore Monogatari é um anime baseado no romance "Cuore, Libro per i Ragazzi" de Edmondo de Amicis.

## Sinopse
A história se passa na Itália do século IXX. Os eventos no anime são baseados no diário de Enrico Bottini.
Os garotos no início da adolescência, inocentes e suscetíveis, encontram um professor de virtude. Ele os conta histórias honrosas e amigáveis com as quais os garotos se identificaram.
Após vivenciar tempos difíceis e compartilhar alegrias valiosas com seus amigos e família, os garotos reconhecem que o mais importante de tudo é: amar os outros.

## Dubladores
- Enrico Bottini - Toshiko Fujita
- Niño Bottini - Katsue Miwa